# Fjodor Gadajev
Fjodor N. Gadajev (rusky: Фёдор Н. Гадаев; 1858–1896) byl ruský fotograf. Byl oficiálním fotografem města Miněralnyje Vody a majitelem fotoateliérů v Kislovodsku a Pjatigorsku.
V 90. letech 19. století zveřejnil album Pohledy na Kavkaz od F. Gadajeva v Kislovodsku (Виды Кавказа Ф. Гадаева в Кисловодске). Album vyšlo několikrát v různých úpravách paspart. Doloženo je například vydání z roku 1891.

## Ocenění díla
Na mezinárodní výstavě v Lyonu v roce 1894 byl oceněn stříbrnou medailí.

## Souvislosti
Fotografie Fjodora Gadajeva si pořídil před svou cestou na Kavkaz český cestovatel a fotograf Jaroslav Tkadlec, aby se připravil na fotografování nejkrásnějších scenérií Gruzínské vojenské cesty, kterou absolvoval v roce 1894. Tyto fotografie jsou dnes uloženy spolu s fotografiemi Tkadlecovými ve sbírkách Ústavu dějin umění AV ČR.

## Galerie

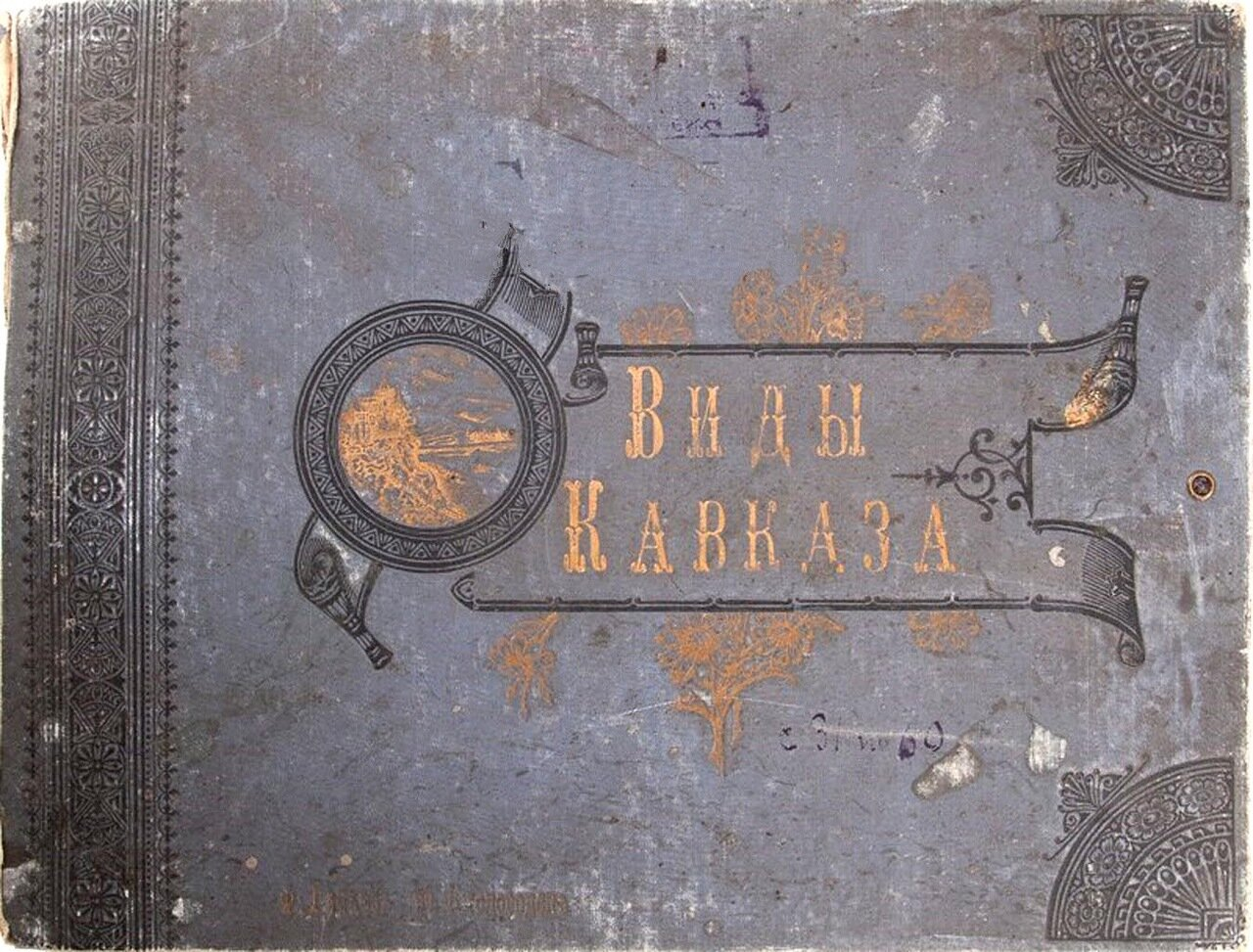
Titulní strana jednoho z vydání alba
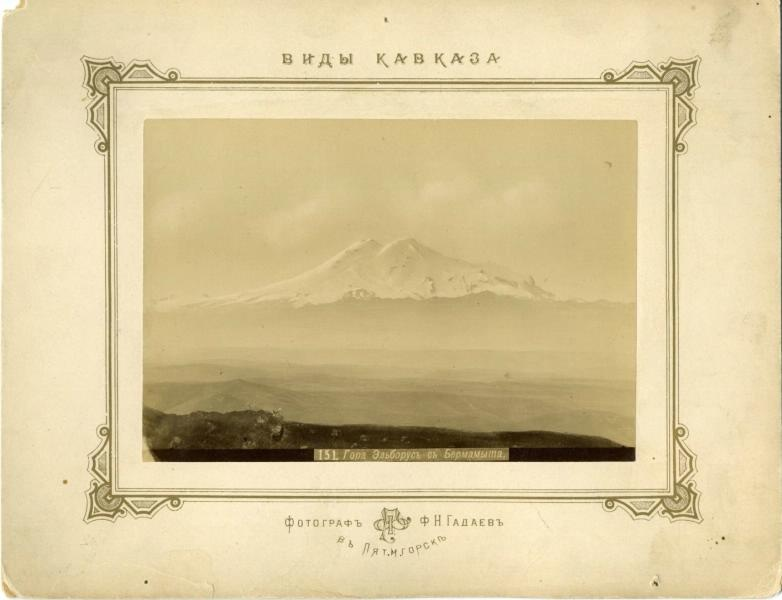
Pohled na horu Elbrus
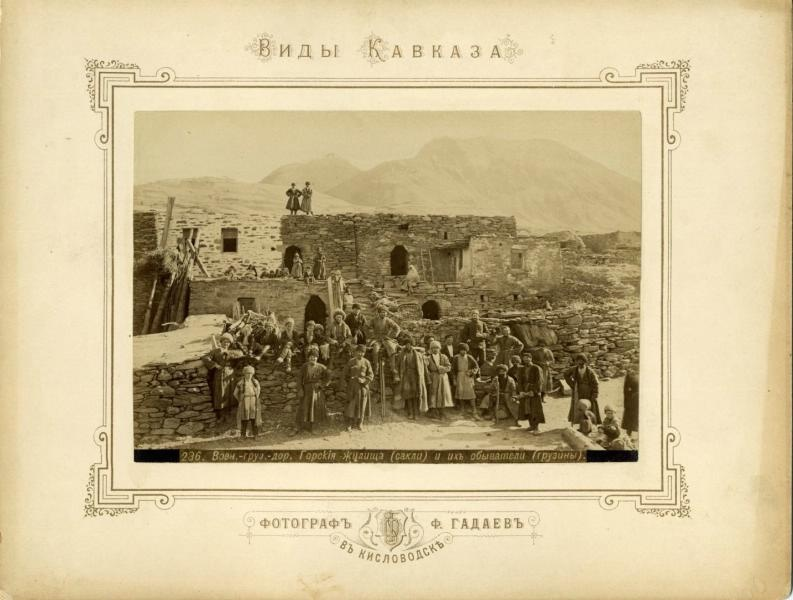
Ukázka fotografie v různých paspartách
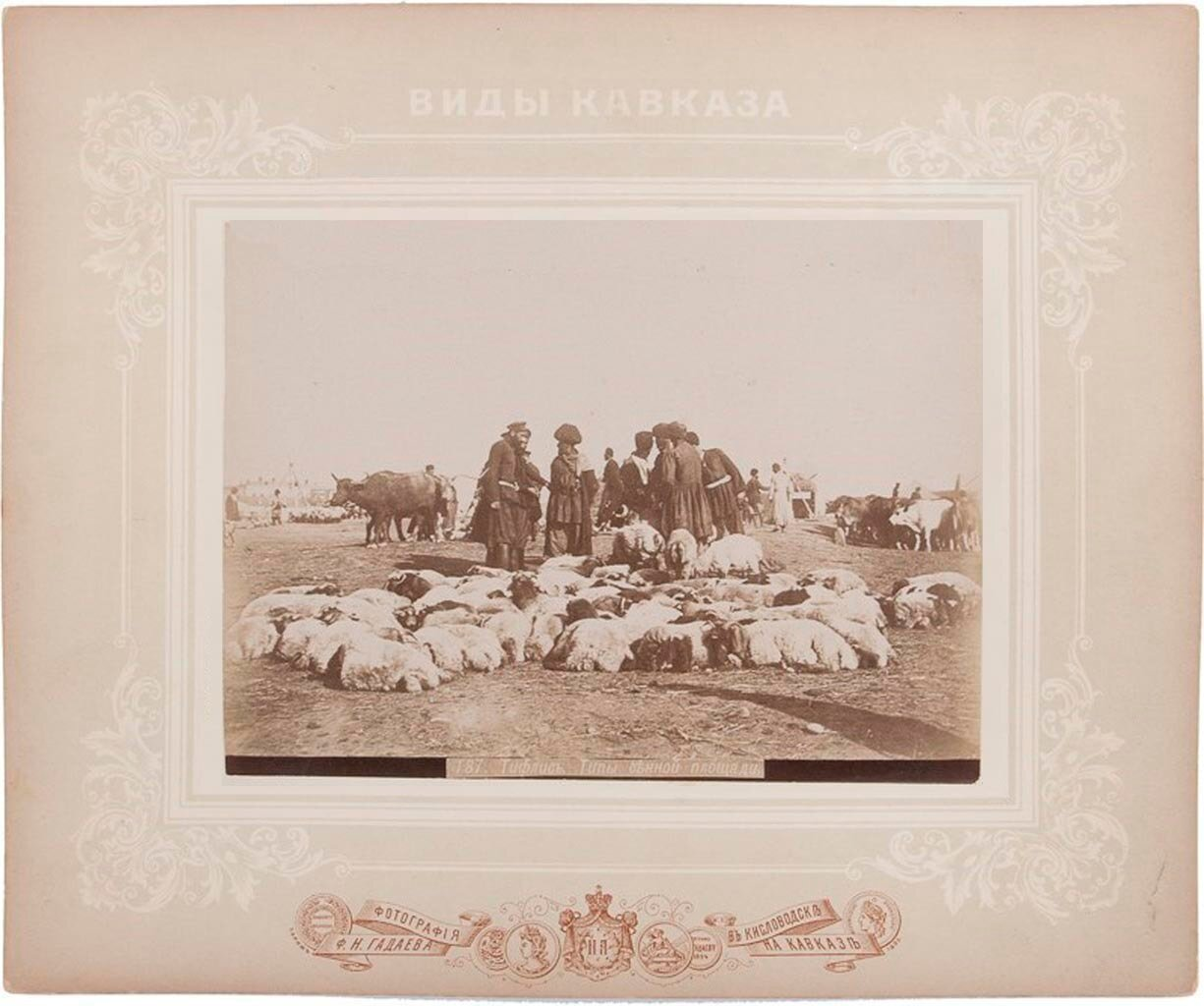
Ukázka fotografie v různých paspartách
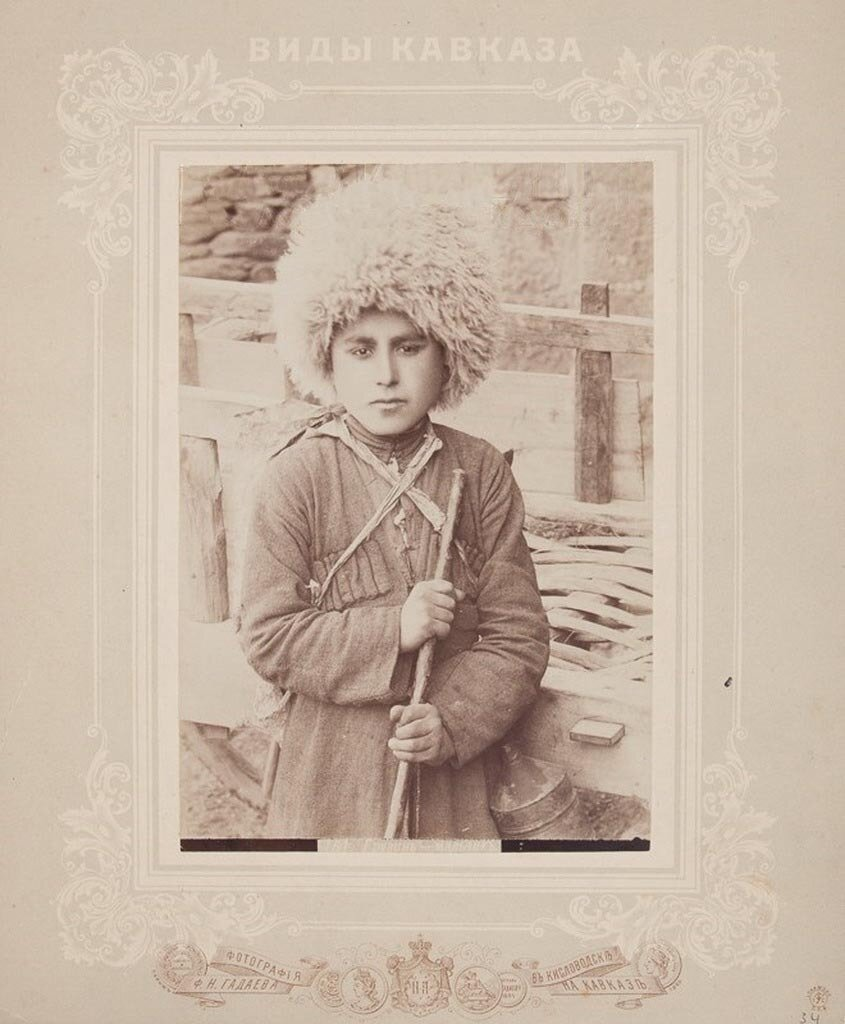
Gruzínský chlapec
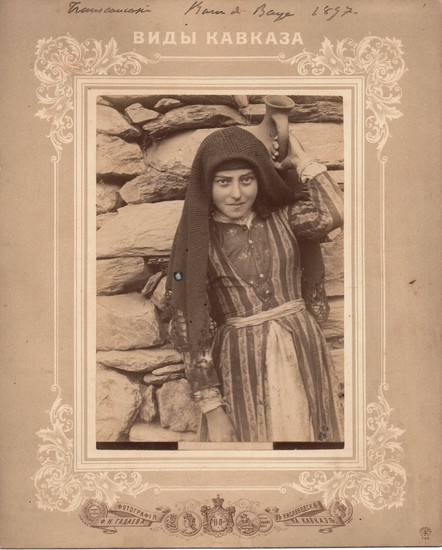
Gruzínská dívka